# Emil von Rümelin

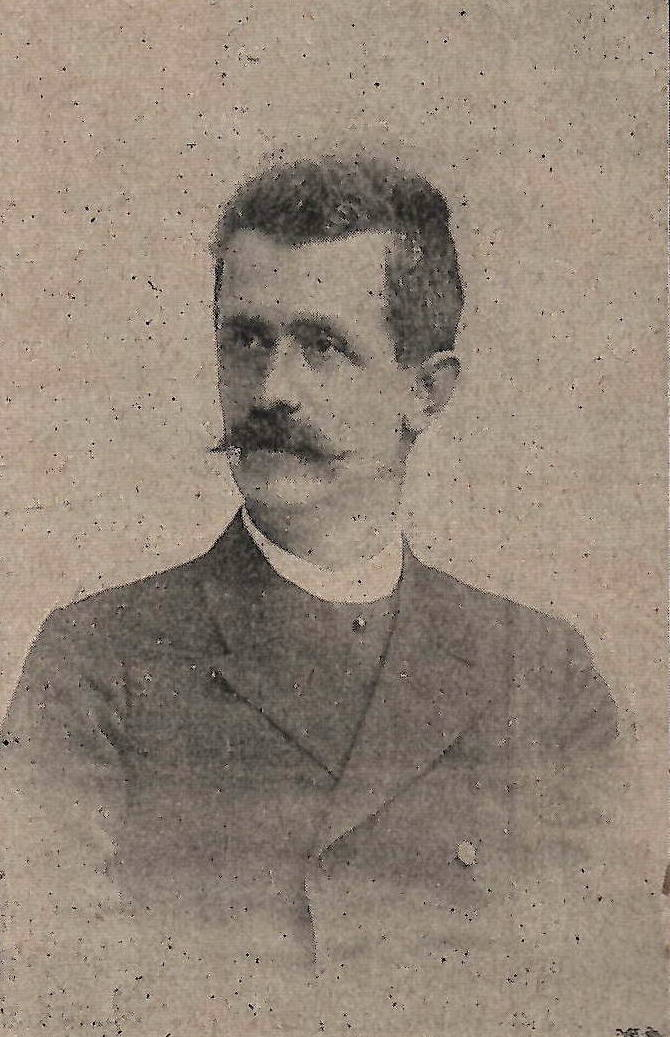
Emil von Rümelin, um 1896

Emil Rümelin, ab 1893 von Rümelin, (* 21. Juni 1846 in Ulm; † 24. März 1899 in Baden-Baden) war von 1893 bis 1899 Stadtschultheiß von Stuttgart mit dem Ehrentitel Oberbürgermeister.  

## Finanzbeamter aus gutem Hause
Emil Rümelin wurde 1846 in Ulm in eine altwürttembergische, protestantische Familie hineingeboren, die zur sogenannten Ehrbarkeit des Landes gehörte. Sein Vater war württembergischer Beamter, sein Onkel Gustav von Rümelin war Kultminister des Königreichs Württemberg und Kanzler der Universität Tübingen. Emil Rümelin studierte Finanzwissenschaft in Heidelberg und Tübingen. Später arbeitete er als Finanzbeamter in Esslingen, Friedrichshafen am Bodensee, Münster in Westfalen und Heilbronn. 1889 wechselte er in die Finanzverwaltung von Stuttgart.

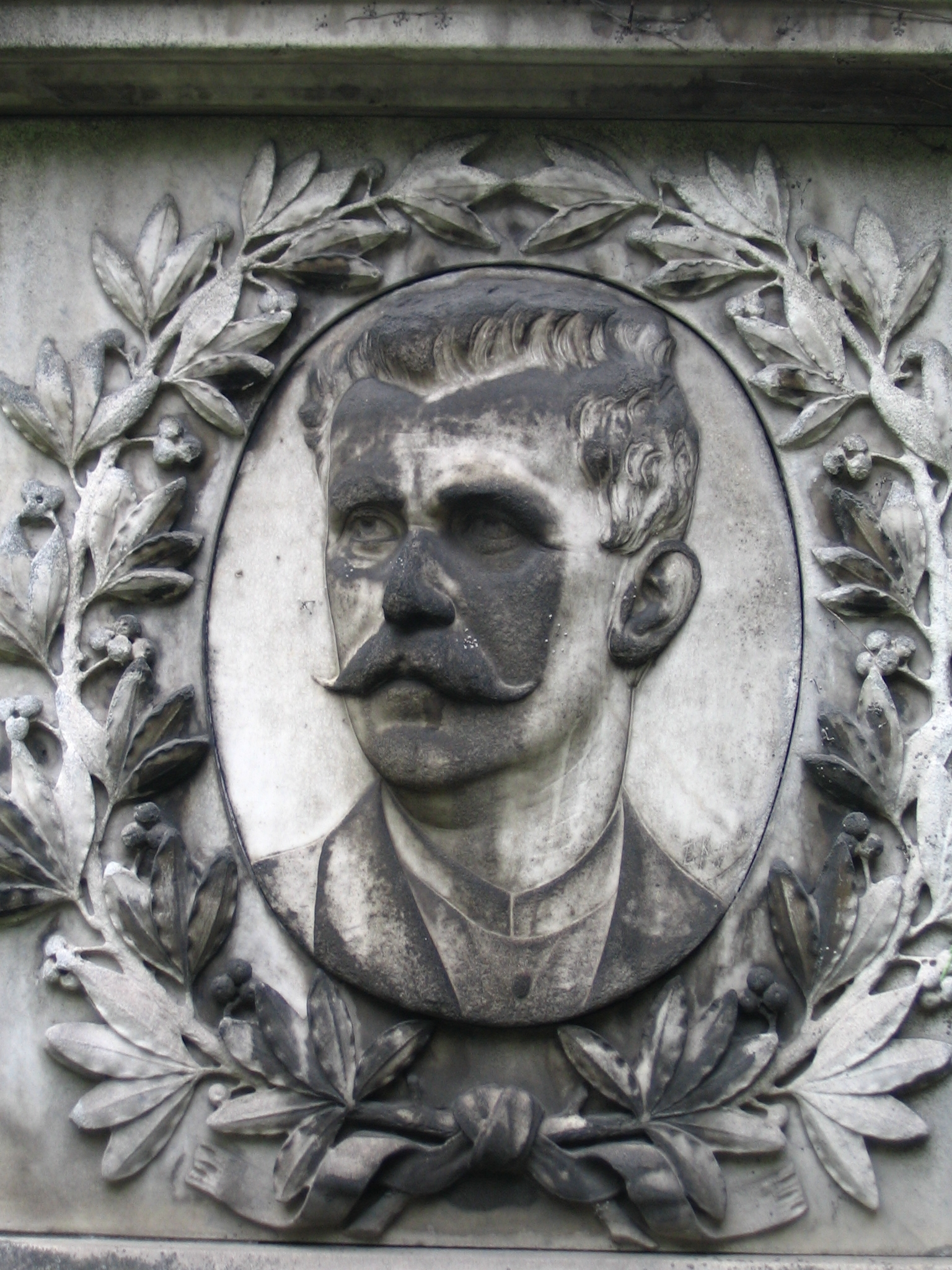
Bildnis Emil von Rümelins auf seinem Grab

## Sozialreformer mit Adelstitel
Neben seiner Arbeit als Finanzfachmann machte sich Rümelin auch einen Namen als Sozialreformer. So veröffentlichte er 1891 eine damals viel beachtete Arbeit mit dem Titel „Die Selbstverwaltung in ihrer Bedeutung für die soziale Frage“. Auf seine Initiative hin wurde in Stuttgart eine Alters- und Invaliditätsversorgung für städtische Mitarbeiter eingeführt. Durch seine Arbeit erwarb er sich nicht nur die Achtung der Konservativen, sondern auch der Sozialdemokraten.
Der parteilose Rümelin wurde sowohl von der Volkspartei als auch von der linken Sozialdemokratischen Partei unterstützt, als 1892 die Neuwahl des Stuttgarter Stadtschultheiß anstand. Der bisherige Amtsinhaber Theophil Friedrich von Hack hatte sein Amt aus gesundheitlichen Gründen aufgegeben. Rümelin wurde am 18. November 1892 mit einer deutlichen Mehrheit von über 57 Prozent gewählt (5.410 zu 4.031 Stimmen) und am 9. Januar 1893 vereidigt. Am 24. September 1893 verlieh ihm der König von Württemberg den Ehrentitel Oberbürgermeister. Im gleichen Jahr wurde er vom württembergischen König Wilhelm II. mit dem Orden der Württembergischen Krone ausgezeichnet. Damit verbunden war der persönliche Adel, seither trug er auch den Namenszusatz „von“.

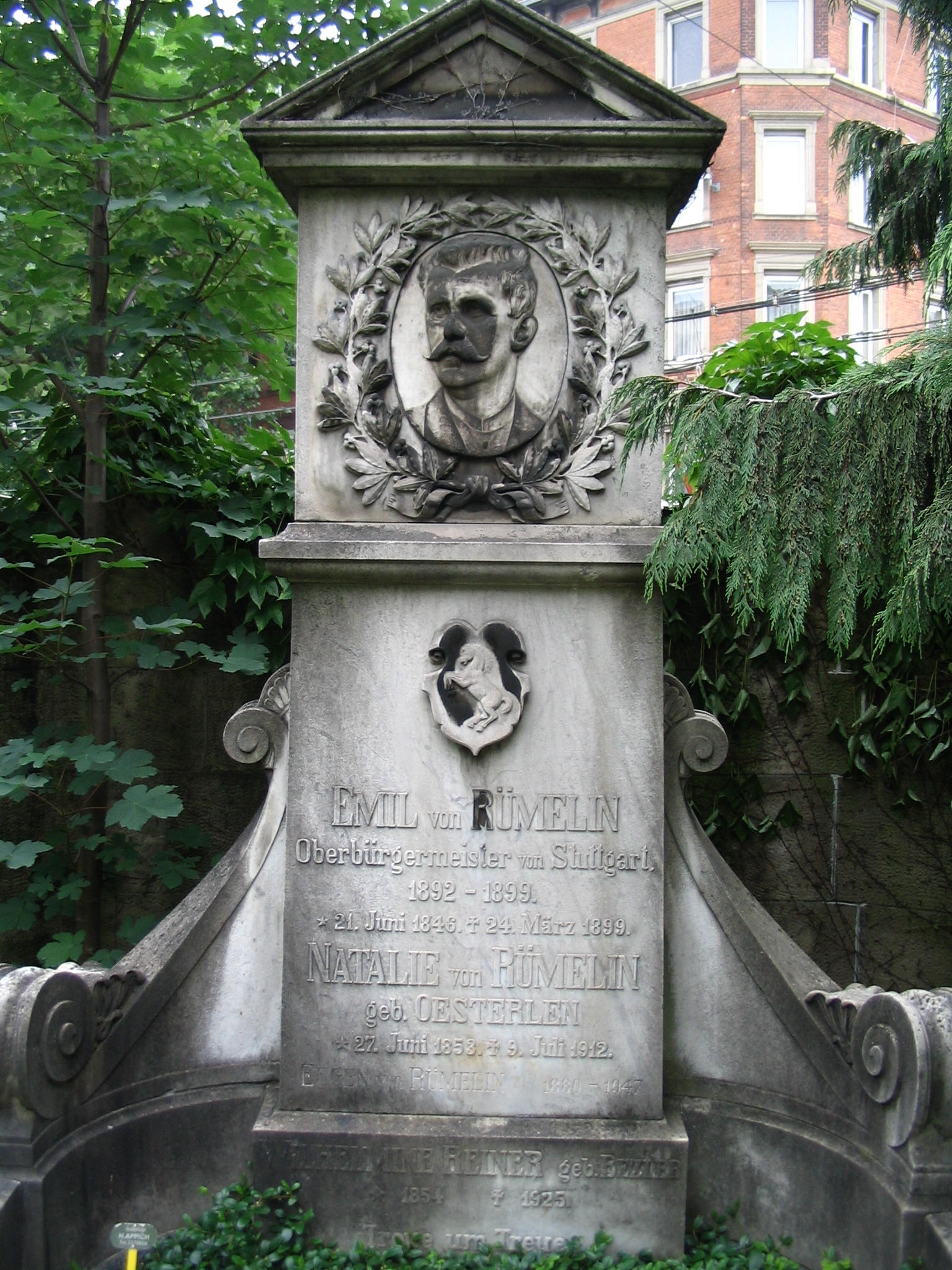
Das Grab Emil von Rümelins auf dem Stuttgarter Pragfriedhof in Abteilung 16

## Stadtschultheiß von Stuttgart
Emil von Rümelin widmete sich in seiner nur sechsjährigen Amtszeit vor allem dem Ausbau der Sozialversorgung und der Infrastruktur der rasch wachsenden Großstadt. Während Stuttgart 1875 noch 100.000 Bewohner hatte, wuchs die Zahl bis 1905 auf 250.000 Einwohner. So gründete er das städtische Arbeitsamt und das Bürgerhospital. Auf seine Initiative wurde außerdem das Schulgeld für die Volksschulen der Stadt abgeschafft, was vor allem ärmeren und kinderreichen Familien zugutekam.
In von Rümelins Amtszeit wurde auch die Stadtbebauung systematisch erweitert – dazu gehörten vor allem die innenstadtnahen Bezirke Stuttgart-West, -Süd und -Ost. 1894 bis 1896 wurde als Verbindung zwischen Stuttgart-West und -Süd der 125 Meter lange Schwabtunnel gebaut, der seinerzeit mit 10,5 Metern der breiteste Straßentunnel Europas war. Außerdem begann die Elektrifizierung der Straßenbahn Stuttgart, die bis dahin noch von Pferden gezogen wurde. Darüber hinaus gründete von Rümelin das Statistische Amt der Stadt, zudem war er Gründungsmitglied des Württembergischen Städtetags.
Emil von Rümelin erkrankte an Krebs, wurde dadurch arbeitsunfähig und lebte zuletzt zur Erholung in Baden-Baden. Dort ist er am 24. März 1899 im Alter von nur 52 Jahren gestorben. Am 28. März 1899 wurde seine Urne unter großer Anteilnahme der Bürgerschaft auf dem Stuttgarter Pragfriedhof beigesetzt. Da das Amt des Stuttgarter Stadtschultheiß damals auf Lebenszeit vergeben wurde, konnte erst am 19. Mai 1899 Heinrich von Gauß als sein Nachfolger gewählt werden.

## Schriften
- Das Beaufsichtigungsrecht des Deutschen Reichs und dessen organisatorische Gestaltung, Leipzig 1882.
- Der Etat in seiner öffentlich rechtlichen Bedeutung. In: Zeitschrift für die gesamte Staatswissenschaft, Jg. 45, 1889, Heft 1/2, S. 299–327.
- Die Selbstverwaltung in ihrer Bedeutung für die soziale Frage, Stuttgart: Kohlhammer 1891.
- Die Marx'sche Dialektik und ihr Einfluss auf die Taktik der Sozialdemokratie. In: Zeitschrift für die gesamte Staatswissenschaft, Jg. 50, 1894, Heft 1, S. 33–59.